# Litteraturmagazinet
Litteraturmagazinet (marknadsfört som LitteraturMagazinet) är en nättidskrift som bevakar litteratur med artiklar, intervjuer, essäer och recensioner. Tidskriften grundades i januari 2012. Litteraturmagazinet nominerades 2013 till "Årets digitala tidskrift" i Svenska Publishing-Priset.[källa behövs] Enligt Litteraturmagazinets uppgifter har tidningen mellan 60 000 och 120 000 unika läsare varje månad, samt drygt 200 000 återkommande läsare. Tidningen ersätter inte sina recensenter, något som bland andra tidningen Journalisten har kritiserat.

## Historia och innehåll
Initiativet bakom Litteraturmagazinet kommer från chefredaktören och journalisten Hanna Modigh Glansholm, och ansvarig utgivare Linus Glansholm. Redaktionen består av tio medarbetare, och ytterligare ett tjugotal skribenter medverkar regelbundet i tidskriften. 
Flera författare har bloggar på Litteraturmagazinet, bland andra:
- Mats Strandberg, författare av bland annat Engelsforstrilogin.[4]
- Johan Unenge, serietecknare och manusförfattare samt Sveriges första läsambassadör.[5]
- Sara Lövestam, författare och vinnare av Piratförlagets Bok SM 2009.[6]
- Mattias Lönnebo, präst och författare.[7]
- Lars Wilderäng, författare och bloggare.[8]
- Arga bibliotekstanten, bibliotekarie och bloggare på Litteraturmagazinet 2013-2016.[9]

Litteraturmagazinet ägs och utvecklas tekniskt av Framkant Media AB. Tidskriftens webbplats är byggd i SpaceLoops CMS.